# Porphyrinia aftob
Porphyrinia aftob là một loài bướm đêm trong họ Noctuidae.